# Schelklingen
Schelklingen é uma cidade da Alemanha, no distrito dos Alpes-Danúbio, na região administrativa de Tubinga, estado de Baden-Württemberg.

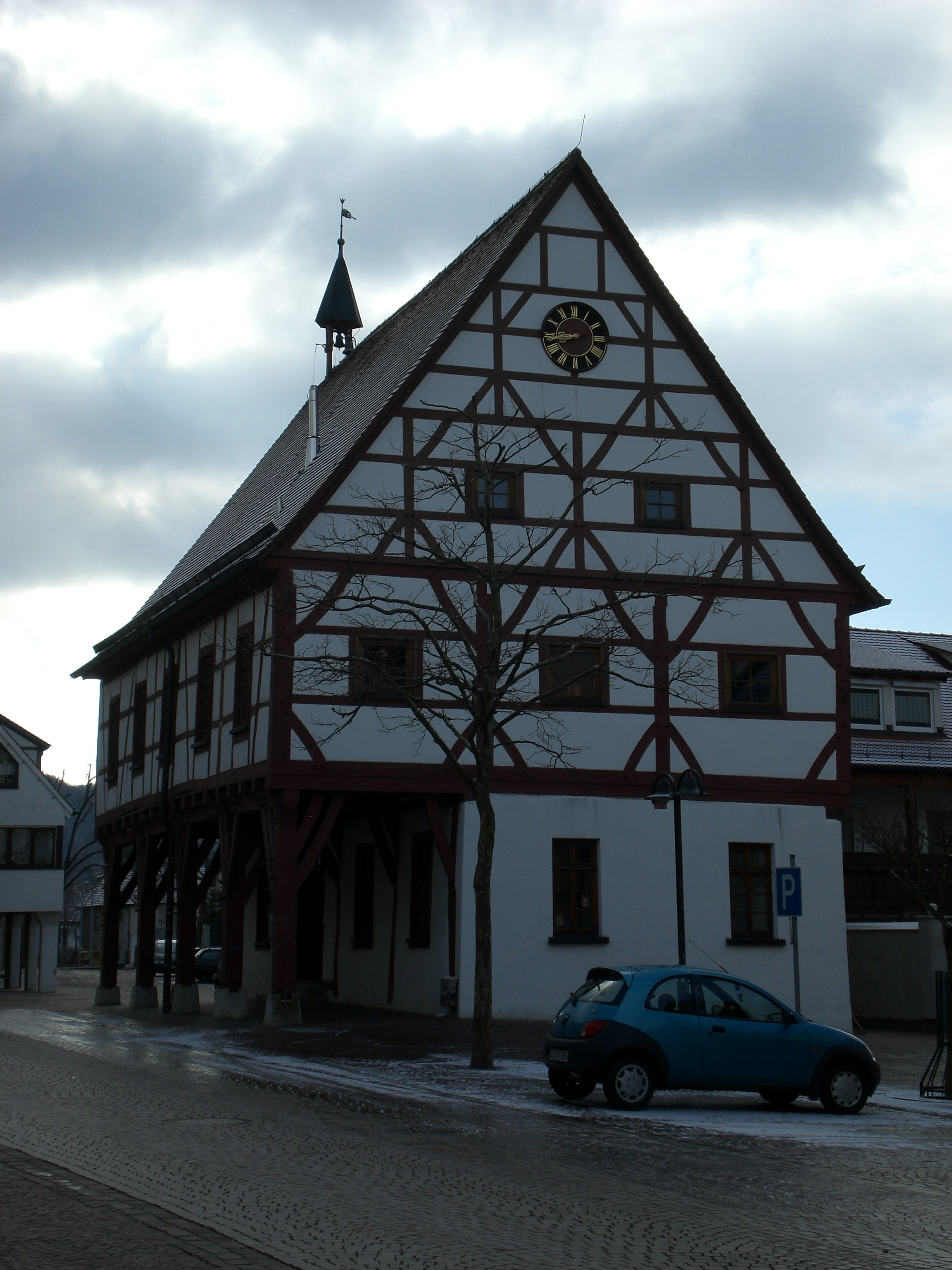
Antiga prefeitura de Schelklingen